# 巴吉亚县

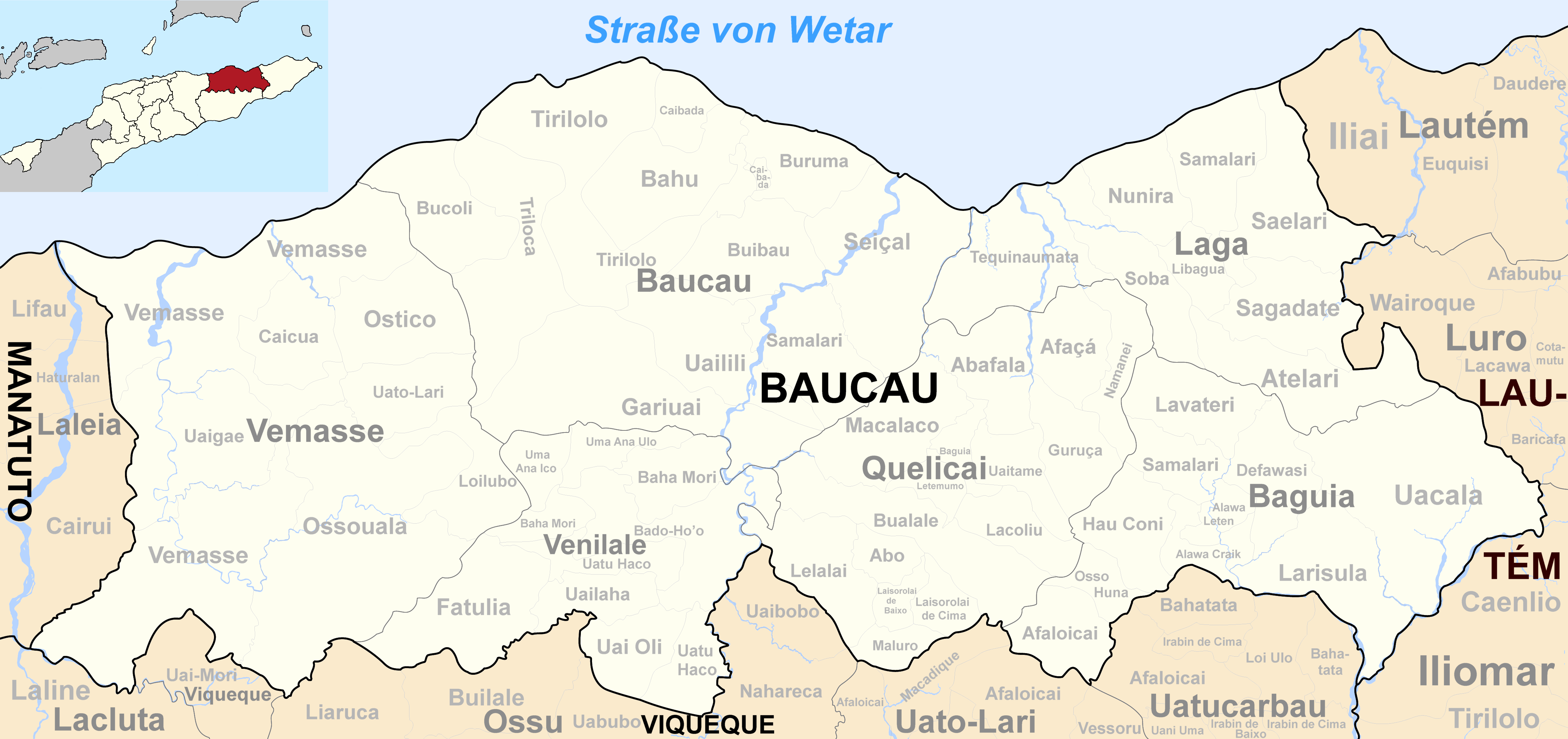
包考区巴吉亚县

巴吉亚县是东帝汶民主共和国包考区的一个县。该县面积213.99平方公里，2010年人口普查时时人口为9465，县治位于巴吉亚。